# Westrozebeke

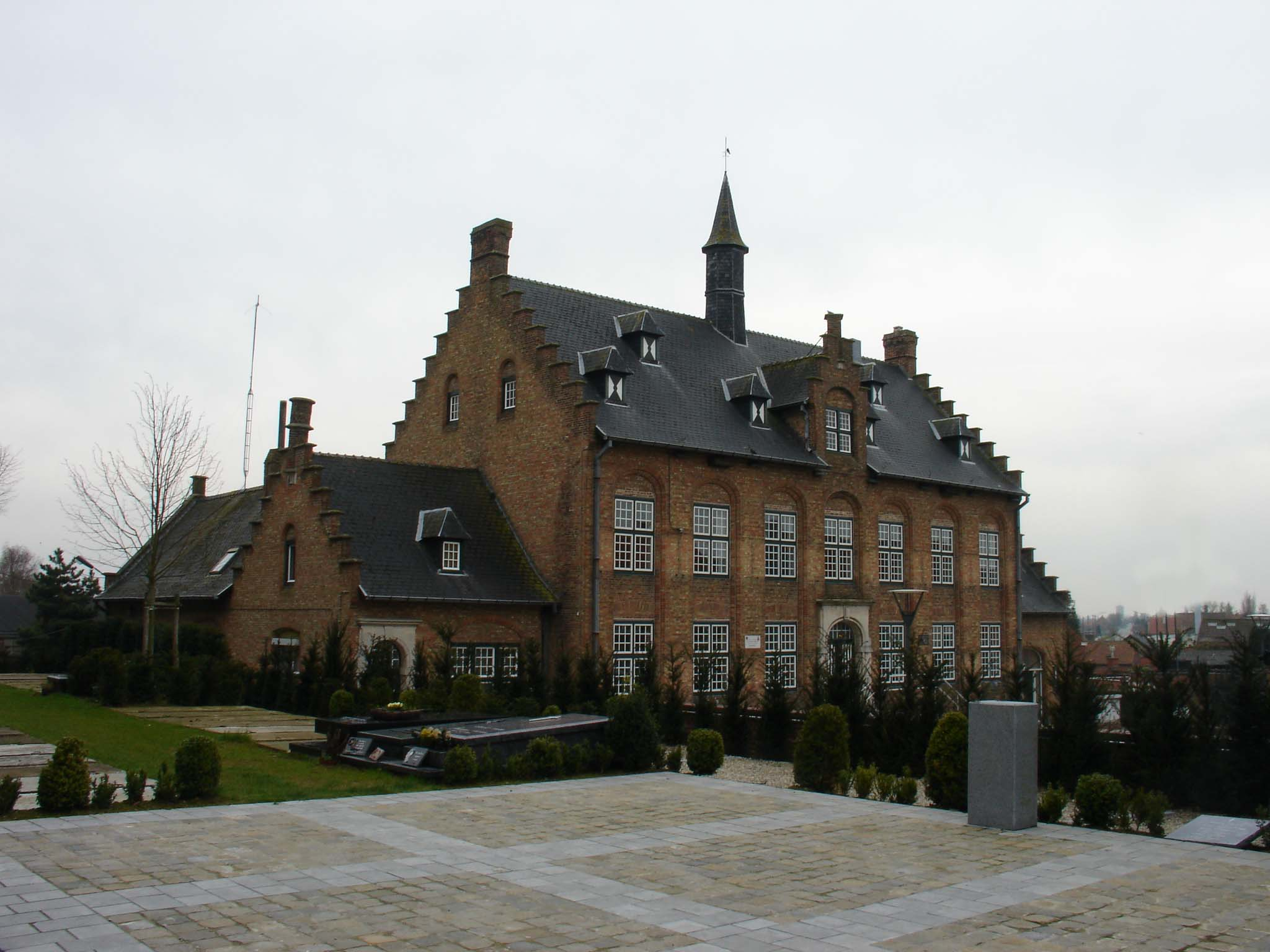
Ehemaliges Rathaus in Westrozebeke

Westrozebeke (zu Deutsch Westrosenbach) ist ein kleines Dorf im Herzen Westflanderns. Es gehört zur belgischen Gemeinde Staden und liegt ungefähr 10 km von Roeselare und 15 km von Ieper entfernt. Die Ortschaft liegt auf einem Hügel, von dem aus man, insbesondere nach Westen, eine beeindruckende Aussicht hat. 
Das Dorf ist vor allem bekannt durch die Schlacht bei Roosebeke, in der eine flämische Armee unter Leitung von Filips van Artevelde (Jacob van Arteveldes Sohn) am 27. November 1382 gegen das französische Heer unter der Führung von Lodwijk II. van Male und Karl VI. von Frankreich kämpfte und verlor. Filips starb bei der Schlacht im Kampf.